# Landtagswahlkreis Soltau
Der Wahlkreis Soltau ist ein Wahlkreis zur Wahl des niedersächsischen Landtags. Er liegt im Norden des Landkreises Heidekreis und umfasst die Städte Soltau, Munster und Schneverdingen und die Gemeinden Bispingen und Neuenkirchen. Der Wahlkreis gliedert sich in 88 Wahlbezirke.

## Geschichte
Bis zur Landtagswahl 2003 gehörte noch die Gemeinde Wietzendorf zum Wahlkreis dazu. Dies entsprach dem ehemaligen Landkreis Soltau.
Zu Beginn trug der Wahlkreis über einen längeren Zeitraum die Wahlkreisnummer 52. Bei den Wahlen 1982 bis 1998 lief er unter der Wahlkreisnummer 57; nach weiteren Reformen der Einteilung hatte er 2003 die Nummer 55 und trägt seit 2008 die Nummer 44.

## Wahlergebnisse

### Landtagswahl 2017
Zur vorgezogenen Landtagswahl 2017 am 15. Oktober 2017 traten sieben Direktkandidaten an. 53.306 Personen waren wahlberechtigt, die Wahlbeteiligung lag bei 61,1 Prozent. Das Direktmandat gewann Karl-Ludwig von Danwitz (CDU), der nach einer Pause erneut angetreten war.
| Partei                 | Direktkandidat          | Erststimmen | Zweitstimmen |
| ---------------------- | ----------------------- | ----------- | ------------ |
| CDU                    | Karl-Ludwig von Danwitz | 41,9 %      | 38,3 %       |
| SPD                    | Tatjana Bautsch         | 36,2 %      | 34,9 %       |
| Bündnis 90/Die Grünen  | Markus Neuefeind        | 5,8 %       | 7,0 %        |
| FDP                    | Dirk Mende              | 5,9 %       | 7,3 %        |
| DIE LINKE              | Birgit Meier            | 3,2 %       | 3,4 %        |
| AfD                    | Klaus-Peter Sperling    | 6,5 %       | 6,8 %        |
| LKR                    | René Zahlmann           | 0,5 %       | 0,1 %        |
| Bündnis Grundeinkommen |                         |             | 0,1 %        |
| Deutsche Mitte         |                         |             | 0,1 %        |
| Freie Wähler           |                         |             | 0,3 %        |
| ÖDP                    |                         |             | 0,1 %        |
| Die PARTEI             |                         |             | 0,5 %        |
| Tierschutzpartei       |                         |             | 0,8 %        |
| Piratenpartei          |                         |             | 0,2 %        |
| V-Partei³              |                         |             | 0,1 %        |

### Landtagswahl 2013
Zur Landtagswahl in Niedersachsen 2013 am 20. Januar 2013 traten im Wahlkreis Soltau acht Direktkandidaten an. Direkt gewählt wurde Lutz Winkelmann (CDU). Da der langjährige Landtagsabgeordnete Dieter Möhrmann bei dieser Wahl nicht mehr antrat, ist über die Landesliste kein weiterer Abgeordneter aus dem Wahlkreis Soltau im Landtag vertreten. Wahlberechtigt waren 53.367 Personen, die Wahlbeteiligung betrug 58,8 %.
| Partei                | Direktkandidat     | Erststimmen | Zweitstimmen |
| --------------------- | ------------------ | ----------- | ------------ |
| CDU                   | Lutz Winkelmann    | 47,8        | 42,3         |
| SPD                   | Cornelia Baden     | 32,6        | 28,2         |
| Bündnis 90/Die Grünen | Anja Keiten        | 8,3         | 11,6         |
| FDP                   | Fritz-Ulrich Kasch | 3,6         | 9,7          |
| Die Linke             | Sven Köster        | 2,9         | 3,0          |
| Piratenpartei         | Jens Berwing       | 1,9         | 2,1          |
| NPD                   | Jessika Behrens    | 1,5         | 1,6          |
| Freie Wähler          | Angela Johnen      | 1,4         | 1,1          |
| Die Freiheit          |                    |             | 0,3          |
| PBC                   |                    |             | 0,1          |
| Bündnis 21/RRP        |                    |             | 0,0          |

### Landtagswahl 2008
Zur Landtagswahl in Niedersachsen 2008 traten im Wahlkreis Soltau sieben Direktkandidaten an. Direkt gewählter Abgeordneter wurde Karl-Ludwig von Danwitz (CDU). Es waren 53.705 wahlberechtigt, bei 29.203 gültigen Stimmen ergab sich eine Wahlbeteiligung von 55,2 Prozent.
| Partei                | Direktkandidat          | Erststimmen | Zweitstimmen |
| --------------------- | ----------------------- | ----------- | ------------ |
| CDU                   | Karl-Ludwig von Danwitz | 46,80       | 48,28        |
| SPD                   | Dieter Möhrmann         | 33,92       | 26,25        |
| FDP                   | Knut Maaß               | 5,48        | 8,20         |
| Die Linke             | Reinhard Riedel         | 6,19        | 6,50         |
| Bündnis 90/Die Grünen | Mathias Voges           | 4,04        | 6,18         |
| NPD                   | Matthias Behrens        | 2,26        | 2,30         |
| FAMILIE               | Gertrud Strehle         | 1,30        | 0,93         |
| Tierschutzpartei      |                         |             | 0,70         |
| Volksabstimmung       |                         |             | 0,17         |
| Die Grauen            |                         |             | 0,14         |
| PBC                   |                         |             | 0,13         |
| Die Friesen           |                         |             | 0,10         |
| Freie Wähler          |                         |             | 0,09         |
| ÖDP                   |                         |             | 0,03         |

### Landtagswahl 2003
Bei der Wahl 2003 am 2. Februar 2003 trug der Wahlkreis die Wahlkreisnummer 55. Direkt gewählter Kandidat war Karl-Ludwig von Danwitz (CDU). Bei 56.605 Wahlberechtigten ergab sich eine Wahlbeteiligung von 65,8 Prozent. Der Wahlkreis gliederte sich in 98 Wahlbezirke.
| Partei                             | Direktkandidat          | Erststimmen | Zweitstimmen |
| ---------------------------------- | ----------------------- | ----------- | ------------ |
| CDU                                | Karl-Ludwig von Danwitz | 58,6        | 56,2         |
| SPD                                | Dieter Möhrmann         | 32,7        | 27,5         |
| FDP                                | Otto Elbers             | 4,5         | 7,2          |
| Bündnis 90/Die Grünen              | Wolfgang Michelson      | 3,5         | 5,9          |
| PBC                                | Jürgen Frölje           | 0,6         | 0,4          |
| PDS                                |                         |             | 0,4          |
| BüSo                               |                         |             | 0,0          |
| Die Grauen                         |                         |             | 0,2          |
| Die Republikaner                   |                         |             | 0,5          |
| FAMILIE                            |                         |             | 0,0          |
| ÖDP                                |                         |             | 0,1          |
| Partei Rechtsstaatlicher Offensive |                         |             | 1,5          |

### Landtagswahl 1998
Direkt gewählter Kandidat war Dieter Möhrmann (SPD). Der Wahlkreis trug die Nummer 57. Es waren 54.189 Personen wahlberechtigt, die Wahlbeteiligung lag bei 73,0 Prozent.
| Partei                | Erststimmen | Zweitstimmen |
| --------------------- | ----------- | ------------ |
| CDU                   | 44,0        | 42,6         |
| SPD                   | 46,7        | 41,7         |
| FDP                   | 3,4         | 4,5          |
| Bündnis 90/Die Grünen | 5,2         | 5,7          |
| PBC                   | 0,8         | 0,6          |
| Die Republikaner      |             | 3,5          |
| DKP                   |             | 0,2          |
| DP                    |             | 0,5          |
| Die Frauen            |             | 0,2          |
| ÖDP                   |             | 0,1          |
| STATT Partei          |             | 0,5          |

### Landtagswahl 1994
Die Landtagswahl 1994 fand am 13. März 1994 statt. Im Wahlkreis Soltau waren 51.958 Menschen wahlberechtigt, die Wahlbeteiligung betrug 73,1 Prozent. Direkt gewählter Kandidat war Dieter Möhrmann (SPD).
| Partei                | Erststimmen | Zweitstimmen |
| --------------------- | ----------- | ------------ |
| CDU                   | 42,8        | 42,9         |
| SPD                   | 43,2        | 36,9         |
| FDP                   | 3,3         | 3,8          |
| Bündnis 90/Die Grünen | 5,4         | 7,8          |
| Die Republikaner      | 4,5         | 5,0          |
| ÖDP                   | 0,8         | 0,6          |
| PBC                   |             | 0,1          |
| STATT Partei          |             | 0,8          |
| Sonstige              |             | 2,1          |

## Abgeordnete
Direkt gewählte Abgeordnete des Wahlkreises waren:
| Jahr | Name                    | Partei   |
| ---- | ----------------------- | -------- |
| 1947 | Hans-Christoph Seebohm  | DP       |
| 1951 | Walter Möhlmann         | DP       |
| 1955 | Walter Möhlmann         | DP       |
| 1959 | Walter Möhlmann         | DP / CDU |
| 1963 | Gustav Bosselmann       | CDU      |
| 1967 | Gustav Bosselmann       | CDU      |
| 1970 | Gustav Bosselmann       | CDU      |
| 1974 | Gustav Bosselmann       | CDU      |
| 1978 | Gustav Bosselmann       | CDU      |
| 1982 | Gustav Isernhagen       | CDU      |
| 1986 | Gustav Isernhagen       | CDU      |
| 1990 | Gustav Isernhagen       | CDU      |
| 1994 | Dieter Möhrmann         | SPD      |
| 1998 | Dieter Möhrmann         | SPD      |
| 2003 | Karl-Ludwig von Danwitz | CDU      |
| 2008 | Karl-Ludwig von Danwitz | CDU      |
| 2013 | Lutz Winkelmann         | CDU      |
| 2017 | Karl-Ludwig von Danwitz | CDU      |

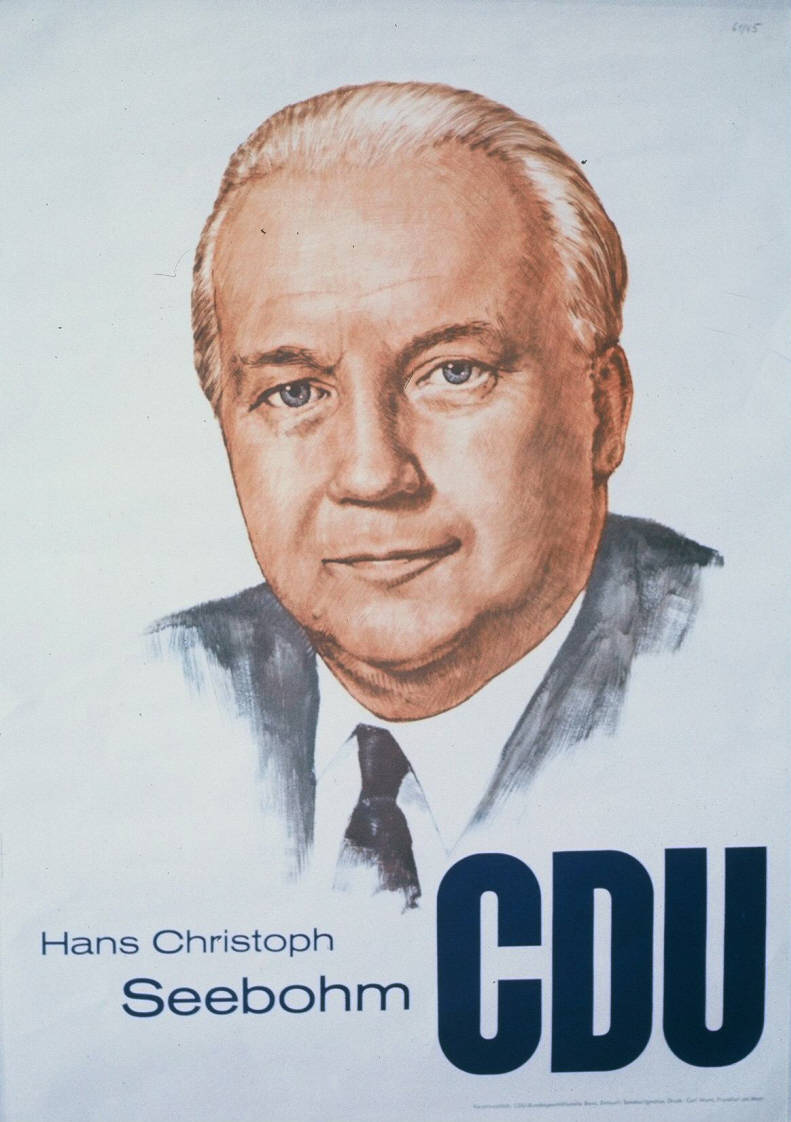
Direktkandidat 1947: Hans-Christoph Seebohm (DP/CDU)
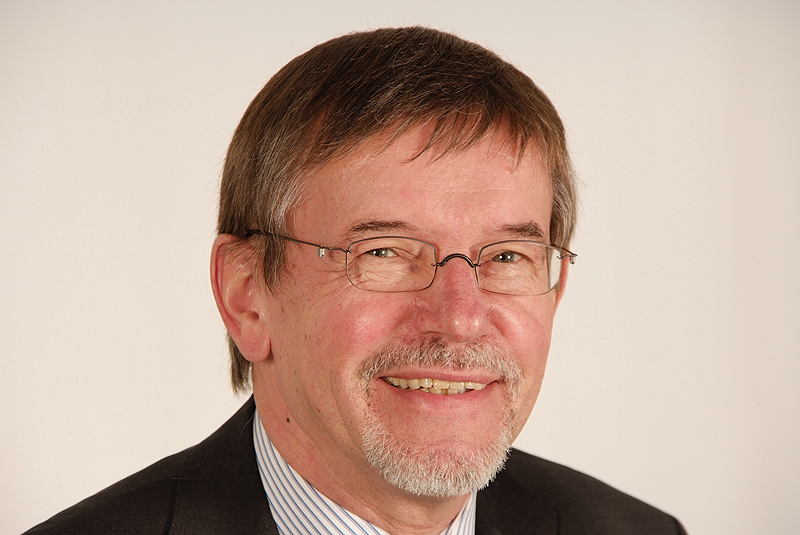
Direktkandidat 1994 und 1998: Dieter Möhrmann (SPD)
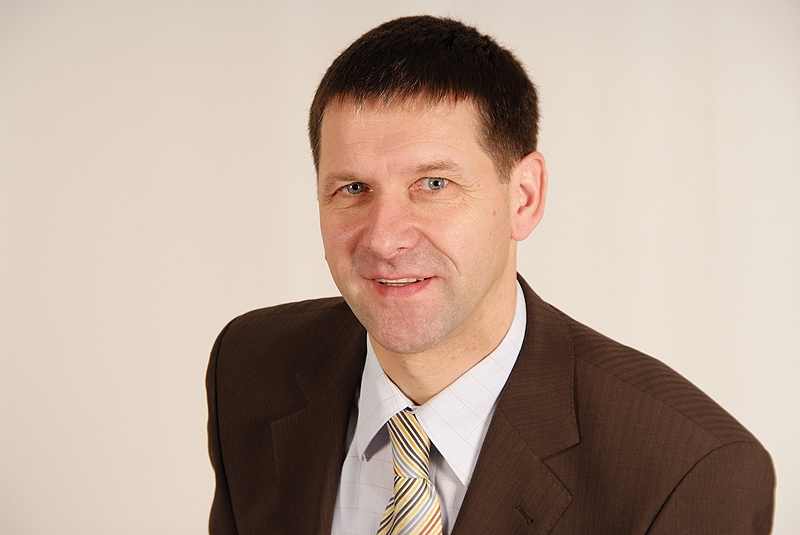
Direktkandidat 2003, 2008 und 2017: Karl-Ludwig von Danwitz (CDU)
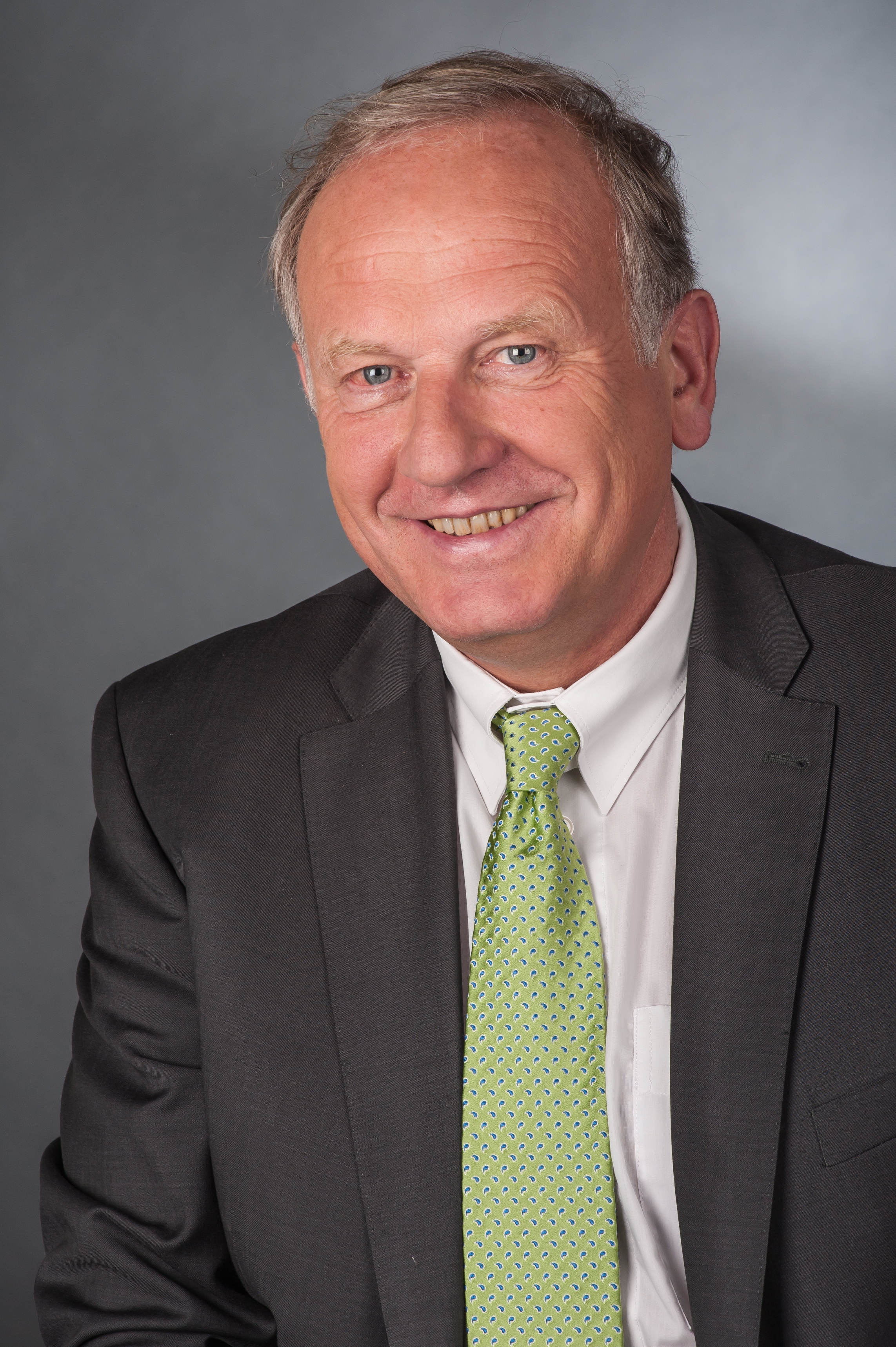
Direktkandidat 2013: Lutz Winkelmann (CDU)